# Pseudogobio esocinus
Pseudogobio esocinus és una espècie de peix cipriniforme de la família dels ciprínids que es troba al Japó, Corea i la Xina.